# طوربيد تي11
طوربيد تي11 هو طوربيد طور لغواصات يو الألمانية خلال الحرب العالمية الثانية. كان الطوربيد كهربائيًا وكان نطاقه الفعلي 5,700 متر (6,200 يارد) بسرعة 24 عقدة (44 كم/س؛ 28 ميل/س). استخدم هذا الطوربيد صاروخ موجه صوتي سلبي للعثور على هدفه 400 متر (440 يارد). تم تطوير هذا الطوربيد من طراز G7es لمواجهة التدبير المضاد لـفوكسير من قبل الحلفاء. هذا السلاح لم يستخدم فعليًا في زمن الحرب لأن ألمانيا قد استسلمت بحلول وقت اكتمال الاختبار.

## روابط خارجية
- A brief synopsis of German torpedo evolution during World War II at uboat.net